# En behagelig Fejltagelse
En behagelig Fejltagelse er en dansk stum komediefilm produceret af Nordisk Films Kompagni  efter manuskript af Viggo Lindstrøm, der også medvirker i filmen. Filmens instruktør er ukendt. 
Filmen blev distribueret i tysktalende lande som Ein angenehmer Irrtum, i engelsketalende lande som The Lottery Prize og i fransktalende lande som Une Surprice Agréable.

## Handling
En ung tjenestepige vinder en lotterigevinst. Hun skynder sig til lotteriagenten, der udbetaler hende 1.000 kroner. Glad tager hun til frisøren og køber stor ind i et stormagasin. Chefen i stormagasinet bliver imidlertid mistænksom overfor den unge dames flothed, og ringer til politiet. Politiopdageren tager med kvinden til lotteriagenten, der bliver så forfærdet, da politiet ankommer, at han indrømmer, at den unge kvinde havde vundet 10.000. Hun får 9.000 kroner mere, og den unge politiopdager ser nu med mere milde blikke på den kønne unge - og velhavende - pige.

## Medvirkende
- Viggo Lindstrøm